# Obelisk Konstytucji 3 maja na przemyskim Wzgórzu Zamkowym
Obelisk Konstytucji 3 maja na przemyskim Wzgórzu Zamkowym - obelisk poświęcony twórcom Konstytucji 3 maja znajdujący się w Przemyślu.

## Opis
Pomnik znajduje się na Wzgórzu Zamkowym w Przemyślu. Na betonowym postumencie ustawiono granitowy głaz z napisem: 1791. 3 maja 1891. W setną rocznicę twórcom konstytucji. Na bokach postumentu są wypisane nazwiska Hugona Kołłątaja, Stanisława Małachowskiego, Ignacego Potockiego i Jana Dekerta. Na rogu monumentu przytwierdzono w 1960 r. tabliczkę informującą o odnowieniu pomnika.

## Historia

### Pomysł
Pomysłodawcą postawienia pomnika był przemyski adwokat i działacz społeczny Leonard Tarnawski. Głaz przywieziono z podprzemyskich Ujkowic. 

### Odsłonięcie
Obelisk został odsłonięty 3 maja 1891 o godz. 18:30. W uroczystości wzięło udział 6 tysięcy osób. Miały miejsce drobne problemy techniczne, ponieważ głaz nie został na czas ustawiony na cokole. Mowę wygłosił przemyski adwokat dr Doliński. Mowa była podobno porywająca i zachwyciła słuchaczy. Doliński wyraził nadzieję, że kiedyś Polacy ponownie będą stanowili prawa sami dla siebie. Swoją mowę zakończył słowami: Jeszcze Polska nie zginęła i nie zginie!